# تانی تاته‌کی
تانی تاته‌کی، تانی کانجو (به ژاپنی: 谷 干城, Tani Tateki)؛ ۱۸ مارس ۱۸۳۷ – ۱۳ مهٔ ۱۹۱۱)یک سپهبد ارتش امپراتوری ژاپن در دوره میجی در ژاپن بود.